# Wadelsdorf
Wadelsdorf, niedersorbisch Zakrjejc, ist ein Ortsteil der Stadt Spremberg im Süden des brandenburgischen Landkreises Spree-Neiße. Vom 31. Dezember 2001 bis zum 1. Januar 2016 bildete Wadelsdorf zusammen mit dem benachbarten Ort Hornow die Gemeinde Hornow-Wadelsdorf.

## Lage
Wadelsdorf liegt in der Niederlausitz knapp 25 Kilometer südöstlich von Cottbus im anerkannten Siedlungsgebiet der Sorben/Wenden. Benachbarte Orte sind Hornow im Norden, Klein Loitz im Südosten, Bloischdorf im Süden, Groß Luja im Südwesten und Bagenz und Kahsel im Nordwesten. Zu Wadelsdorf gehört der Wohnplatz Zum Ausbau (niedersorbisch K Wutwarki).
Der Ortskern liegt auf 120 m ü. NHN. Durch den Ort verläuft das kleine Fließ Tranitz, das im Ortsbereich zu zwei kleinen Teichen aufgestaut ist. Ein weiteres kleines Fließ entspringt im Nordwesten der Gemarkung. Es ist ebenfalls zu einem sehr kleinen Teich aufgestaut.
Durch Wadelsdorf verlaufen die Landesstraße 48 von Spremberg nach Forst sowie die Kreisstraße 7107.

## Geschichte
Wadelsdorf wurde im Jahr 1545 erstmals urkundlich erwähnt. Nach Ernst Eichler steckt im Beiwort ein Personenname, der aufgrund der vergleichsweise späten Nennung in stark veränderter Form nicht mehr ermittelt werden kann. Nach Siegfried Körner könnte er von einem Personennamen Vadislav bzw. dessen Koseform Vadil(o) abgeleitet werden. Der niedersorbische Ortsname Zakrjejc bedeutet vermutlich Ort hinter dem Gebüsch. Zu Beginn des 19. Jahrhunderts wurde der Ortsname zu Wadelsdorf geändert. Nach Lehmann war die ursprüngliche Dorfstruktur ein Weiler.

### 16. bis 17. Jahrhundert
In der ersten Hälfte des 16. Jahrhunderts gehörte Wadelsdorf der Familie von Zabeltitz. Am 4. Dezember 1545 verkauften die Brüder Hans, Christoph und Caspar von Zabeltitz auf Hänchen Wadelsdorf an Eustach von Kalckreuth zu Eulo.
1570 mussten Heinrich und sein Bruder Christoph von Kalckreuth zu Eulo Wadelsdorf um 2.000 Gulden für acht Jahre verpfänden, um damit die väterlichen Schulden zu begleichen und Mutter und Schwester zu versorgen bzw. mit Heiratsgut auszustatten. Die Pfandsumme hinterlegte Christoph von Lossau zu Naundorf (Krs. Sorau) beim Cottbuser Bürgermeister und Rat. Nach Ablauf der acht Jahre und Auszahlung der Pfandsumme sollte er das Gut dem Jacob von Schönaich zu Hasel übergeben, der das Gut von Heinrich von Kalckreuth gekauft hatte. Zwischen den dreien kam es über dieses Geschäft zu Streitereien, die schließlich der Landvogt schlichten musste. Lossau musste allein 370 Gulden für den angerichteten Schaden bezahlen. Details sind aber nicht bekannt. Schließlich musste er das Gut Wadelsdorf einschließlich der Dokumente übergeben, außerdem noch 125 Schafe, drei Malter Korn, ein Malter Gerste und ein Malter Hafer. Jakob von Schönaich verkaufte Wadelsdorf sofort weiter an die Brüder und Vettern von Pannwitz. Diese Brüder und Vettern Heinrich, Hans, Wolf, Otto, Dietrich und Baltzer von Pannwitz auf Kulm, Klein Oßnig und Kathlow erhielten am 12. Oktober 1578 einen Gesamtlehenbrief des Landvogts der Niederlausitz Jaroslav von Kolowrat über die Dörfer Hornow, Bagenz, Groß Gaglow, Klein Gaglow, Klein Oßnig, Klein Bademeusel, Graustein und Wadelsdorf vor, aus dem nicht ersichtlich ist, wer nun Besitzer der einzelnen aufgeführten Lehen war.
In Wadelsdorf wurde erst kurz vor 1618 ein Rittersitz aufgebaut, denn in einem Lehnbrief von 1618 heißt es: Wadelsdorf mit dem neuen Rittersitz. 1631 war Siegmund von Pannwitz Besitzer des Rittersitzes und Dorfes Wadelsdorf. Vermutlich saß er schon 1618 in Wadelsdorf, denn er wird schon im Gesamt-Lehenbrief für die von Pannwitz erwähnt. Nach W. von Pannwitz war er 1608 mündig geworden und heiratete um 1613 Eva von List. Ihm gehörte auch Lieskau, Welsickendorf, Hornow und Bagenz. Er starb 1634 in Peitz an der Pest und wurde am 3. April 1634 in Peitz begraben. Seine Frau war noch vor ihm gestorben. Erbe war der Sohn Adolf von Pannwitz, der um 1622 geboren worden war. Für den noch Minderjährigen mutete seine Tante, die Schwester des Siegmund, Elisabeth verheiratete von Kracht die Lehen, denn auch der nächste Agnat des Siegmund, Hans Christoph von Pannwitz auf Babow, war 1634 umgekommen; von sächsischen Reitern jämmerlich erschossen worden. Am 22. November 1640 erhielten die Vettern von Pannwitz, darunter auch Adolf, einen Gesamtlehnbrief, darunter auch für Wadelsdorf. Allerdings war das Gut Wadelsdorf durch vielfältige Plünderungen ... gänzlich ruiniert und verwüstet worden. Der Schwiegersohn des Siegmund von Pannwitz, der Rittmeister Christoph von Waltersdorf auf Muckrow und Wolfshain hatte seinem Schwiegervater 700 Taler geliehen, als dieser durch die Plünderungen um seine Barschaft und anderes Hab und Gut gebracht worden war. Der (Vor-)Name seiner Frau ist nicht überliefert; es muss sich vom Alter her wohl um die älteste Tochter des Siegmund gehandelt hat haben. Nach dem Tod des Siegmund hatte er Wadelsdorf seit 1635 in die Pacht genommen, er hatte für das Begräbnis der Schwiegereltern und für die minderjährigen Kinder gesorgt. Er hatte wohl während seiner Militärzeit soviel Vermögen ansammeln können, dass er nicht nur die alten Familiengüter Muckrow und Wolfshain aus der Insolvenzmasse zurück kaufen konnte, sondern eben auch Wadelsdorf. 1640 gab er sogar ein Darlehen von 1.800 Talern an Seifried und Johann Siegmund von Kittlitz geben.
Adolf von Pannwitz hatte sich nicht aus den Schulden befreien können und musste in die Insolvenz. Am 14. Juni 1650 erwarb Christoph von Waltersdorf Wadelsdorf für 4685 Taler aus der Konkursmasse. Am 2. Mai 1651 erhielt er den Lehnbrief über Wadelsdorf. Mitbelehnt waren sein Bruder Günther zu Muckrow, die Söhne seines bereits verstorbenen Bruders Hans namens Joachim Heinrich und Adolf Seifried, seine Vettern Hans und Georg und die Söhne des Letzteren Hans und Christoph. Wolfshain hatte er 1655 wieder verkauft. Am 7. Januar 1665 ist Christoph von Waltersdorf gestorben. Von seinen vier Söhnen waren drei noch minderjährig. In der brüderlichen Teilung übernahmen die beiden ältesten Brüder Hans Siegmund und Christoph Adolf für 4.800 Taler Wadelsdorf, die beiden jüngsten Brüder Heinrich Ott und Seyfried. wurden in die gesamte Hand aufgenommen. Die Mutter und die zwei Schwestern wurden ebenfalls sichergestellt bzw. ausbezahlt. Die Mutter ließ 600 Taler, die beiden Schwestern zusammen 1.000 Taler im Lehen, die mit 6 % verzinst wurden. Sollten die beiden heiraten, sollten jeder Schwester 500 Taler ausbezahlt werden. Beim Tod der Mutter sollten 300 Taler im Lehen bleiben, 300 Taler an die Schwestern ausbezahlt werden. Der älteste Bruder Hans Siegmund hatte Muckrow übernommen. Er war mit Barbara von Strobschütz verheiratet, hinterließ bei seinem Tod am 19. April 1682 jedoch keine Kinder. Der dritte Bruder war schon am 28. August 1681 gestorben. Er war mit Anna Sibylle von Kottwitz verheiratet und hatte die Söhne Hans Christoph und Adolf Seyfried. Der zweitälteste Bruder Christoph Adolf war gräflich-Calenbergischer Hauptmann zu Muskau und mit Regine Marie von Kiesenwetter adH. Nossen verheiratet. Er hatte zwei Töchter Margarethe und Eleonore. Der vierte Bruder war herzoglich-sächsischer Hofmeister in Spremberg und hatte Marie Elisabeth von Kottwitz geheiratet. Das Paar hatte den Sohn Siegmund Seyfried, der 1708 in Werben Elisabeth Juliane von Schönfeldt, Tochter des Jost Adam von Schönfeldt heiratete.

### 18. Jahrhundert
In den vielfachen Erbfällen und Teilungen war Wadelsdorf schließlich an die Söhne des Heinrich Otto, Hans Christoph und Adolf Seyfried gekommen. Da Adolf Seyfried seine Hälfte 1704 an seinen Bruder Hans Christoph verkaufte, war Wadelsdorf schließlich wieder in einer Hand vereinigt. 1708 waren im Dorf neben der Gutsbesitzerfamilie zwei Bauern, zwei Halbbauern und zehn Gärtner (oder Kossäten) jeweils mit ihren Familien ansässig. Die Schatzung betrug 500 Gulden. Hans Christoph von Waltersdorf war mit Anna Hedwig von Schweinitz verheiratet. Die Ehestiftung datiert vom 8. Juni 1708. Die einzige Tochter Eleonore Gottliebe heiratete Heinrich Seyfried von Stutterheim auf Sagritz. Das Mannlehen Wadelsdorf fiel daraufhin wieder an den Bruder Adolf Seyfried zurück, der Wadelsdorf mit Erlaubnis der Mitbelehnten 1737 für 13.500 Taler an den Leutnant Heinrich Adolf von der Drössel verkaufte.
Heinrich Adolf von der Drössel war zweimal verheiratet. Mit seiner ersten Frau Eleonore Sofie von Uttenhof (Heirat: 1737) hatte er die Tochter Friederike Henriette Amalie, die später den Ludwig Friedrich von Wurmb heiratete. In zweiter Ehe hatte er Friederike Charlotte von Trosky geheiratet. 1739/40 hatte Heinrich Adolf von der Drössel Streitigkeiten mit seinen Bauern wegen der Dienste. 1749/50 stritt er sich mit seinem Nachbarn Maximilian von Oertzen auf Hornow wegen der Grenzen. 1755 betrug die durchschnittliche Ernte (in Dresdner Scheffel): 490 Scheffel Korn, 3 Scheffel Weizen, 86 Scheffel Gerste, 42 Scheffel Hafer, 2¾ Scheffel Erbsen, 80 Scheffel Heidekon (Buchweizen), zwei Scheffel Hopfen und 10½ Scheffel Lein. Nach dem Tod des Heinrich Adolf 1763 kam Wadelsdorf an seinen Bruder Gottlob Friedrich von der Drössel, der nur vier Jahre später 1767 starb. Erben waren die Söhne des bereits 1752 verstorbenen Bruders Siegmund Friedrich namens Johann Friedrich, Siegmund Friedrich Gottlob, August Friedrich und Wilhelm Ferdinand Friedrich. Die beiden erstgenannten Brüder starben bald danach und im Mai 1765 wurden die beiden Letzteren mit Wadelsdorf belehnt.
1777 trat die Witwe des Heinrich Adolf von der Drössel, Friederike Charlotte von Trosky auf den Plan. Sie hatte inzwischen den Hauptmann und Landesdeputierten Hans Caspar von Nostiz geheiratet. Um das Mannlehen Wadelsdorf kaufen zu können, musste sie die Erlaubnis der Landesregierung einholen, und bekam sie auch. Hans Caspar von Nostitz starb am 4. Januar 1787 und vererbte Wadelsdorf an seinen noch minderjährigen Sohn Hans Friedrich Karl, dessen Vormünder Wadelsdorf am 9. Juli 1787 an Matthias Erdmann Petsch verkauften. Er war mit Margarete Elisabeth geb. Köhler verheiratet. Aus der Ehe gingen folgende Kinder hervor: Gottlieb Erdmann (* 25. Dezember 1763), August Heinrich (* 22. Juni 1767), Henriette Louise Wilhelmine (* 21. Dezember 1769), sie heiratete den Johann Gotthelf Ferdinand Müller auf Laubst, Friedericke Eleonore Charlotte (* 22. April 1772), Karoline Augusta Elisabeth (* 12. September 1773), Friedrich Wilhelm (* 29. November 1776) und Ludwig Emilius (* 8. Februar 1781). Matthias Erdmann Petsch hatte schon das Rittergut Pulsnitz erworben. Nur ein Jahr später war er schon tot († 31. Juli 1789).
Seine vier Söhne wurden 1789 mit Wadelsdorf belehnt, übernommen hat das Gut der jüngste Sohn Ludwig Emil Petsch, der von 1790 bis 1830 als Besitzer genannt wird. 1792 wird Wadelsdorf als adliges Dorf und Rittergut mit zwei Bauern, zwei Halbbauern und zehn Gärtnern beschrieben. Am 25. Juli 1816 starb Margarethe Elisabeth geb. Köhler.

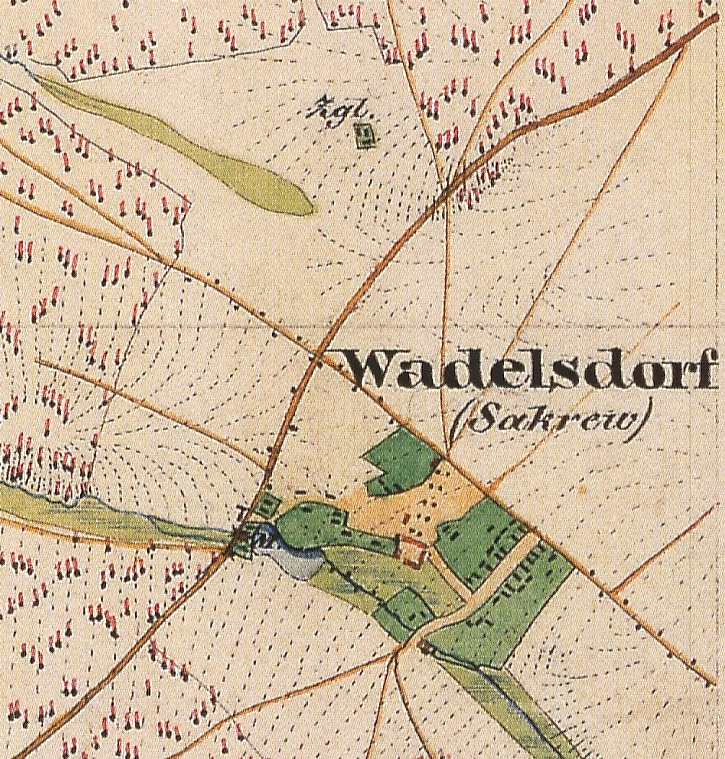
Wadelsdorf auf dem Urmesstischblatt 4352 Sellessen von 1845

### 19. Jahrhundert und 20. Jahrhundert
1810 sah die Sozialstruktur in Wadelsdorf wie folgt aus: zwei Ganzbauern, ein Halbbauer, 12 Ganzkossäten, fünf Häusler oder Büdner. 1820 hatte Wadelsdorf 171 Einwohner und 26 Wohnhäuser. Die Wadelsdorfer Ziegelscheune war nicht bewohnt bzw. Besitzer und Arbeiter wohnten im Dorf. Die Ziegelscheune lag etwa 800 nordwestlich des Ortskern (Lage:). Heute befindet sich an dieser Stelle ein kleiner Teich.
Ludwig Emil Petsch war mit einer Christiane Luise verheiratet. Er starb am 17. Juli 1829, und nach Houwald folgte von 1830 bis 1841 noch sein Sohn Gustav Eduard Petsch nach. 1841 kaufte Carl Moritz Neugebauer Wadelsdorf für 30.000 Taler.
In der Topographisch-statistischen Uebersicht des Regierungs-Bezirks Frankfurt a. d. O. von 1844 heißt es: Dorf mit einer Wassermühle und einer Ziegelei, 28 Wohnhäuser, 189 Einwohner, Besitzer Neugebauer. Das Urmesstischblatt 1:25.000 Nr. 4351 Sellessen von 1846 verzeichnet diese Wassermühle am Tranitzfließ am westlichen Ortsende. 1851 wurden die Reallasten in Wadelsdorf abgelöst.
1851 verkaufte Carl Moritz Neugebauer Wadelsdorf weiter an den königlich-sächsischen Kammerherrn Georg Bernhard von Minckwitz. Für 1853 gibt Berghaus eine Gesamtgröße von 2522 Morgen 126 Quadratruten ab, davon 593 Morgen 84 Quadratruten Acker, 17 Morgen 108 Quadratruten Wiese und 1749 Morgen 169 Quadratruten Forst. Die Schatzung betrug 500 Reichstaler. 1854 wurde das Gut subhastiert (zwangsversteigert). Der Wert wurde damals auf 21442 Taler und 25 Groschen taxiert. Die Versteigerung war auf den 17. Juni 1854 angesetzt. Anscheinend ersteigerte Karl Ludwig von Schelcher auf Jocksdorf (Kreis Sorau) das Rittergut Wadelsdorf; er ist 1856 als Besitzer genannt. 1861 zählte man in Wadelsdorf 31 Wohnhäuser mit 195 Bewohnern. 1864 wurde Karl Ludwig von Schelcher zum Wege-Polizei-Commissarius des 2. Bezirks im Kreis Spremberg ernannt.
1867 ist Wadelsdorf als Dorf mit einer Wassermühle, einer Schäferei, einer Ziegelei und drei ausgebauten Gehöften, 31 Wohnhäuser, 202 Einwohner, Besitzer: von Schelcher beschrieben 1869 verkaufte Karl Ludwig von Schelcher Wadelsdorf an einen NN Hoffmann. 1871 standen im Gemeindebezirk 23 Wohnhäuser mit 128 Bewohnern. Zum Gutsbezirk gehörten 8 Wohnhäuser mit 67 Bewohnern.

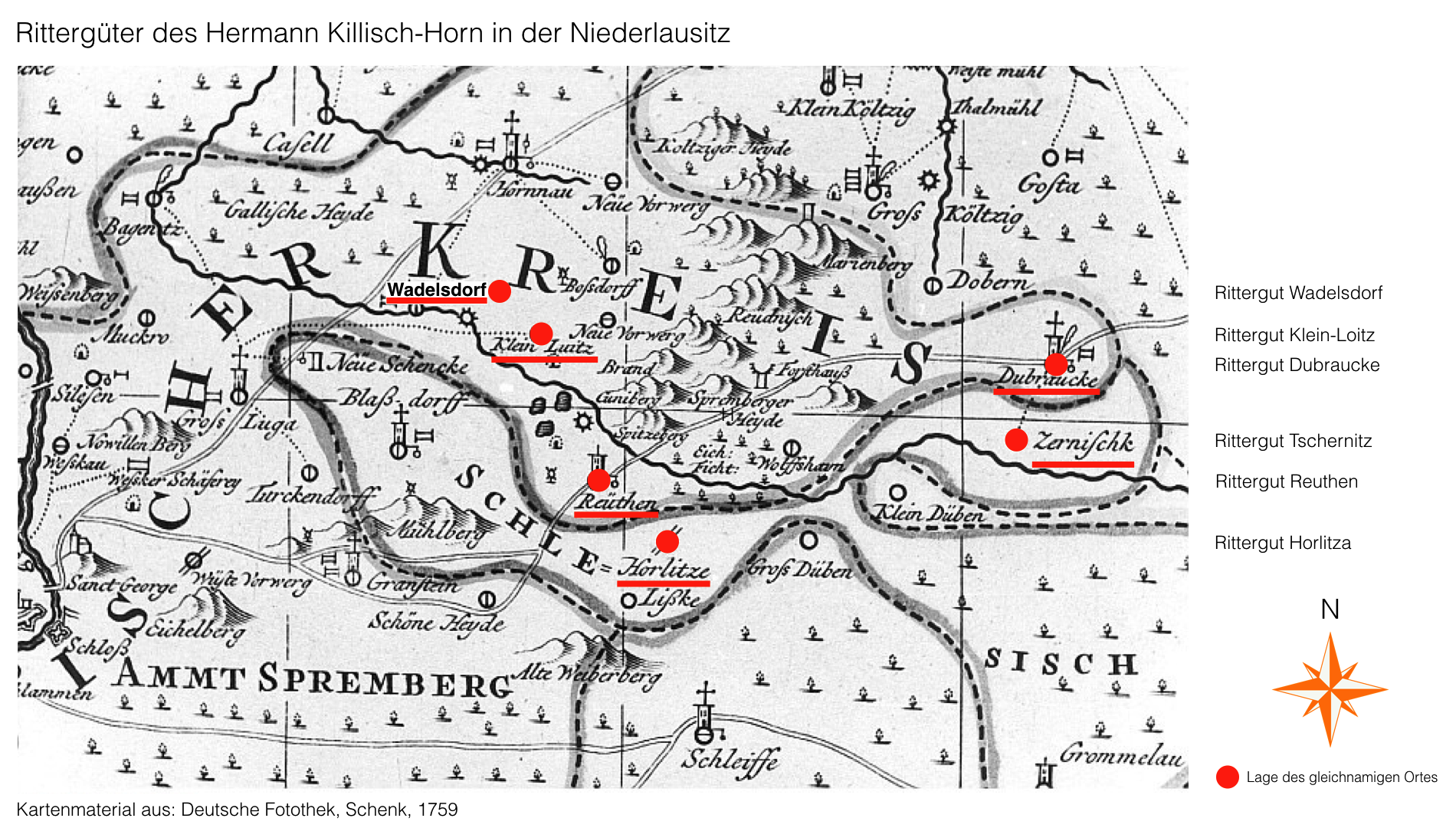
Die Rittergüter des Hermann Killisch-Horn in der Niederlausitz

Das General-Adressbuch der Ritterguts- und Gutsbesitzer im Deutschen Reiche von 1879 nennt als Besitzer einen Dr. Hermann Killisch von Horn aus Berlin. Das Rittergut Wadelsdorf hatte damals eine Gesamtgröße von 415,90 ha, davon waren 143,86 ha Acker, 8,84 ha Wiesen, 6,75 ha Weiden, 255,51 ha Wald und 0.95 ha Wasser. Der Grundsteuerreinertrag ist auf 1561,53 Mark festgesetzt. Nach dem Historischen Ortslexikon hatte er Wadelsdorf 1873 gekauft. Ihm gehörten auch die Rittergüter Dubraucke (heute Eichwege), Horlitza, Klein Loitz und Reuthen (im Sprembergischen Kreis), sowie Tschernitz im Gubenischen Kreis. Hier ist die Gesamtgröße mit 425 ha angegeben, davon 146 ha Acker, 9 ha Wiese, 7 ha Weiden, 261 ha Forst, 1 ha Unland und 1 ha Wasser. Der Grundsteuerreinertrag ist hier mit 1562 Mark angesetzt.
Am 23. November 1886 ist Hermann Killisch von Horn in Berlin gestorben. Seine Witwe verkaufte Wadelsdorf 1887 an einen NN. von Westernhagen, der noch im gleichen Jahr Wadelsdorf weiter an einen NN. Heinsius veräußerte. Dann folgten 1891 NN. Lehmann und NN. Kuhle und noch im selben Jahr ein NN Röder. Dieser NN Röder verkaufte Wadelsdorf 1893 an einen NN Graichen, der Wadelsdorf 1895 an Gustav Nitschke, einen Fabrikbesitzer in Spremberg verkaufte, der 1896 und auch 1903 genannt ist. Karl Ludwig von Schelcher 1907 gehörte Wadelsdorf bereits dem Sohn Otto Nitschke, ebenfalls Fabrikant in Spremberg. Er ließ Wadelsdorf von einem Inspektor Fritz Bierstedt bewirtschaften. Für 1910 sind die Angaben für das Rittergut unverändert. 1911 ließ er einen neuen Friedhof außerhalb des Ortskerns an der Straße von Spremberg nach Forst (die heutige L48) anlegen und eine kleine Kapelle erbauen. 1914 ist die Gesamtgröße nur noch mit 384 ha angegeben, davon 115 ha Acker, 12,8 ha Wiesen, 250 ha Wald, 6 ha Unland und 1,5 ha Wasser. Der Grundsteuerreinertrag hatte sich auf 1071 Mark erniedrigt.
1923 gehörte das Rittergut Wadelsdorf Wilhelmine Nitschke, Verwalter war immer noch Fritz Bierstädt. Die Größe hatte sich gegenüber 1914 nicht verändert. Der Tierbestand ist mit 8 Pferden, 37 Stück Rindvieh, davon 17 Kühe und 17 Schweinen angegeben.
Bis 1929 hatten die Anhaltischen Kohlewerke das Rittergut aufgekauft. Die Landwirtschaft wurde von einem A. Rogge als Verwalter geführt. Als Gesamtgröße ist nun nur noch 337 ha vermerkt, davon 94 ha Acker, 8 ha Wiesen, 1 ha Weiden, 221 ha Forst und 12 ha Unland und Wasser. In den Ställen standen 11 Pferde, 38 Stück Rindvieh, davon 25 Kühe und 50 Schweine.
Das Gutshaus wurde seit 1926 als Erholungsheim für die leitenden Angestellten der Anhaltischen Kohlewerke genutzt. 1940 bis 1945 war auf dem Gutsgelände ein Lager für weibliche Angehörige des Arbeitsdienstes untergebracht. 1945 wurde das Gut enteignet. Im Jahr 1953 war in dem Gutshaus ein Kindergarten eingerichtet, der zwei Jahre später allerdings wegen Unterbelegung geschlossen wurde. 1956 entstand eine Schule in dem Gebäude. 1964 wurde die Schule um einen Neubau erweitert. Im Mai 1984 zog erneut ein Kindergarten in das Gebäude ein, welcher noch heute existiert.
Schon im Jahr 1780 existierte in Wadelsdorf ein Gasthaus, welches 1911 durch einen Anbau erweitert wurde. In diesem Gasthaus wurden auch die Dorffeste gefeiert. Am 31. Dezember 1984 wurde das Gasthaus geschlossen.
Im Ort befindet sich die Kaiser-Wilhelm-Gedächtniseiche und die Dorfaue mit einem Kinderspielplatz. Die Dorfaue wird für Aktivitäten des Ortes wie zum Beispiel das Dorffest oder das Aufstellen eines Maibaums genutzt.

### Bevölkerungsentwicklung
| Jahr      | 1755 | 1818 | 1840 | 1867 | 1875 | 1890 | 1910 | 1925 | 1939 | 1946 | 1950 | 1964 | 1971 | 1981 | 1991 | 2000 |
| Einwohner | 114  | 171  | 184  | 195  | 199  | 182  | 187  | 194  | 154  | 188  | 196  | 180  | 220  | 211  | 232  | 244  |

### Kommunale Geschichte
Wadelsdorf liegt in der historischen Landschaft der Niederlausitz, die aus der mittelalterlichen Markgrafschaft Lausitz hervorging. Mit der Herausbildung der Kreise in der Niederlausitz kam Wadelsdorf zum Sprembergischen Kreis. 1635 kam die Niederlausitz als Lehen der böhmischen Krone an das Kurfürstentum Sachsen. 1657 wurde die Niederlausitz Teil des Sekundogeniturfürstentum Sachsen-Merseburg, das 1738 wieder an das Kurfürstentum Sachsen fiel.
Nach dem Wiener Kongress kam Wadelsdorf im Mai 1815 zusammen mit der Niederlausitz an das Königreich Preußen. In der Kreisreform von 1816 wurde Wadelsdorf zunächst dem Kreis Spremberg-Hoyerswerda zugewiesen, der aber bereits zu Ende des Jahres 1824 wieder aufgelöst wurde. Wadelsdorf kam danach wieder zum Landkreis Spremberg, der bis 1952 Bestand hatte. Am 25. Juli 1952 wurde die Gemeinde Wadelsdorf dem neu gebildeten Kreis Spremberg im Bezirk Cottbus zugeordnet, der nach der Wende 1990 noch in Landkreis Spremberg umbenannt wurde. Nach der Kreisreform in Brandenburg am 6. Dezember 1993 kam Wadelsdorf zum neu gebildeten Landkreis Spree-Neiße.
Mitte des 19. Jahrhunderts war Wadelsdorf in einem Gemeinde- und Gutsbezirk geteilt, wobei der Gutsbezirk 1726 Morgen und der Gemeindebezirk 1351 Morgen umfasste. Mit der Bildung der Amtsbezirke in Brandenburg 1874 wurde Wadelsdorf dem Amtsbezirk 2 Hornow des Kreises Spremberg zugewiesen. Amtsvorsteher war Rittergutbesitzer und Premier Lieutenant a. D. Curt von Poncet in Wolfshain. Erst 1928 wurde Guts- und Gemeindebezirk zur Landgemeinde Wadelsdorf vereinigt.
Mit der Bildung der Ämter im Land Brandenburg schloss sich Wadelsdorf 1992 zusammen mit 13 anderen Gemeinden zum Amt Hornow/Simmersdorf zusammen. Am 31. Dezember 2001 fusionierte Wadelsdorf mit der Gemeinde Hornow zur neuen Gemeinde Hornow-Wadelsdorf. Zum 5. März 2003 wurde das Amt Hornow-Simmersdorf durch Anordnung des Ministeriums des Innern des Landes Brandenburg aufgelöst und Hornow-Wadelsdorf wurde dem Amt Döbern-Land zugeordnet. Am 1. Januar 2016 wurde die Gemeinde Hornow-Wadelsdorf aufgelöst, und Wadelsdorf (und auch Hornow) ein Ortsteil von Spremberg. Im Ortsteil wird ein Ortsbeirat bestehend aus drei Mitgliedern, die aus ihrer Mitte den Ortsvorsteher und dessen Stellvertreter wählen. Ortsvorsteher (2019) ist Thomas Kleitz.

### Kirchliche Geschichte
Wadelsdorf hat keine Kirche und war immer eingepfarrt nach Hornow. Die evangelischen Mitglieder gehören auch heute noch zur Evangelischen Kirchengemeinde Hornow im Evangelischen Kirchenkreis Cottbus.

## Die Wassermühle
1844 ist erstmals eine Wassermühle in Wadelsdorf genannt. Sie lag am westlichen Ortsende am Tranitzfließ, das dort zu einem Mühlteich aufgestaut war. Sie muss aber schon deutlich früher existiert haben. 1845/47 wurde der damalige Mühlenbesitzer Hermann wegen der Aufhebung des Mühlenzwangs entschädigt. Riehl und Scheu nennen 1861 einen Mühlenbesitzer namens Trinks.

## Das Verschwinden der sorbischen Sprache im Ort
Für seine Statistik über die sorbische Bevölkerung in der Lausitz ermittelte Arnošt Muka in den achtziger Jahren des 19. Jahrhunderts für Wadelsdorf eine Bevölkerungszahl von 191 Einwohnern, davon waren 180 Sorben (94 %) und elf Deutsche. Ernst Tschernik zählte im Jahr 1956 einen sorbischsprachigen Bevölkerungsanteil von nur noch 7,6 %.